# Simone Ackermann
Pour les articles homonymes, voir Ackermann.
Simone Ackermann, née le 1er février 1990 à East London, est une triathlète sud-africaine.

## Biographie
Simone Ackermann est vice-championne d'Afrique en 2019 avant de remporter le titre continental en 2021 à Charm el-Cheikh. Elle termine également 17e des Jeux olympiques d'été de 2020 à Tokyo.

## Palmarès
Le tableau présente les résultats les plus significatifs (podium) obtenus sur le circuit international de triathlon depuis 2017.
| Année | Compétition                                         | Pays           | Position      | Temps           |
| ----- | --------------------------------------------------- | -------------- | ------------- | --------------- |
| 2021  | Championnats d'Afrique                              | Égypte         | Médaille d'or | 2 h 16 min 9 s  |
| 2019  | Championnats d'Afrique de triathlon en relais mixte | Maurice        | Médaille d'or | 1 h 36 min 6 s  |
| 2017  | Coupe d'Afrique - l'étape de Free State             | Afrique du Sud | Médaille d'or | 2 h 14 min 29 s |